# تئاتر فون کرال

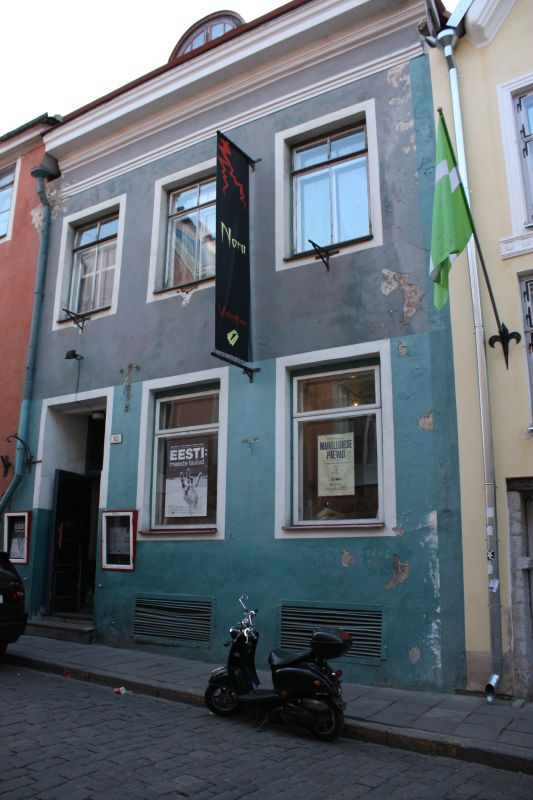
تئاتر فون کرال

تئاتر فون کرال (استونیایی: Von Krahli teater) یک سالن نمایش در شهر تالین، استونی است.
این تئاتر که در ۱۹۹۲ تاسیس شده دارای ۱۰۰ نفر ظرفیت است.